# Hasegawa Yoshimichi
El Conde Hasegawa Yoshimichi (長谷川 好 1, 1 de octubre de 1850 - 27 de enero de 1924) fue un mariscal de campo en el Ejército Imperial Japonés y Gobernador General de Corea de 1916 a 1919. Sus condecoraciones militares japonesas incluyeron Orden del Milano Dorado (1.ª clase) y Orden del Crisantemo.

## Biografía
Hasegawa nació como el hijo de un maestro samurai de esgrima en el  Iwakuni sub-feudo de Chōshū (actual Prefectura de Yamaguchi), Hasegawa sirvió bajo las fuerzas de Chōshū durante la Guerra Boshin de enero a marzo de 1868 durante la Restauración Meiji que derrocó el Shogunato de Tokugawa.
Sobre la formación del ejército japonés imperial en 1871, Hasegawa se encargó de un capitán. Más tarde, como Mayor, recibió el mando de un regimiento durante la Rebelión de Satsuma, y vio acción en el relieve del Castillo de Kumamoto el 14 de abril de 1877.
Viajó a Francia como agregado militar en 1885 para estudiar la estrategia militar europea, tácticas militares militares y equipamiento. A su regreso a Japón el año siguiente, Hasegawa fue ascendido a mayor general.
Durante la Primera Guerra Sino-japonesa, Hasegawa ganó la distinción por valor en nombre de su 12. ° Brigada de Infantería en la Batalla de Pionyang el 15 de septiembre de 1894 y en escaramuzas en Haicheng desde diciembre de 1894 hasta enero de 1895. Después de la guerra, fue ennoblecido con la título de danshaku (barón) bajo el sistema de pares kazoku.
Durante la guerra ruso-japonesa, Hasegawa fue asignado al Primer Ejército bajo el mando del general Kuroki Tamemoto como comandante de la División de Guardias Imperiales en la primavera de 1904.  Posteriormente luchó con distinción en la Batalla del Yalu eel 30 de abril - 1 de mayo de 1904, y poco después fue ascendido a general en junio de 1904.
Fue comandante del Ejército de la Guarnición de Corea desde septiembre de 1904 hasta diciembre de 1908. En 1907, Hasegawa fue elevado al título de shishaku (vizconde).  Hasegawa Hasegawa fue nombrado Jefe de Estado Mayor del Ejército imperial japonés en 1912.  Obligó al Ministro de Guerra Uehara Yūsaku a renunciar a la estricta política fiscal del Primer ministro Saionji Kinmochi  e intentó revisar el sistema por el cual solo los oficiales activos podrían servir como Ministros de Guerra y Marina. El colapso del gobierno de Saionji fue conocido como la "Crisis política de Taishō".
n 1915, Hasegawa fue galardonado con el título de mariscal de campo, y fue elevado al título de hakushaku (conde) en 1916. Desde octubre de 1916, se desempeñó como el segundo Gobernador General de Corea,y luego fue criticado por su enfoque militar al Movimiento Samil de Independencia.
Hasegawa murió en 1924. Su tumba está en el cementerio de Aoyama en Tokio.